# Amlodipine
Amlodipine (als besilaat, mesylaat of maleaat) is een langwerkende calciumantagonist (dihydropyridine klasse) gebruikt als middel tegen hoge bloeddruk en angina pectoris. Zoals ieder ander middel uit deze klasse, werkt amlodipine door de spieren in de bloedvaten te ontspannen, waardoor de bloeddruk daalt. Bij angina bevordert het middel de bloedtoevoer naar de hartspier.
Amlodipine wordt door Pfizer verkocht als Norvasc in Noord-Amerika, Australië en sommige Europese landen en als Amlor in België. Sinds het aflopen van het patent in 2007 zijn ook generieke middelen beschikbaar.
De stof is opgenomen in de lijst van essentiele geneesmiddelen van de WHO

## Indicaties
- hypertensie
- preventie van angina pectoris

## Waarschuwing voor gebruik
Bij:
- leverproblemen
- zwangerschap

## Contra-indicaties
- cardiogene shock
- instabiele angina
- stenose van de aorta
- borstvoeding

## Bijwerkingen
Enige bijwerkingen van het gebruik van amlodipine kunnen zijn:
- Zeer vaak: oedeem (voeten en enkels) - bij 1 van 10 gebruikers
- Vaak: duizeligheid, hartkloppingen, spier-, maag- of hoofdpijn, brandend maagzuur, misselijkheid - bij 1 van 100 gebruikers
- Soms: afwijkingen in het bloedbeeld, ontwikkelen van borsten bij mannen (gynaecomastie), impotentie, depressie, slapeloosheid, versnelde hartslag - bij 1 van 1,000 gebruikers
- Zelden: verward gedrag, hepatitis, geelzucht - bij 1 van 10,000 gebruikers
- Zeer zelden: hyperglykemie, tremor, syndroom van Stevens-Johnson - bij 1 van 100,000 gebruikers

De bijwerkingen kunnen na een verhoging van de dosis optreden, ook wanneer ze voorheen niet merkbaar waren. Wanneer ze wel merkbaar waren, kunnen ze aanzienlijk verergeren.

## Dosis
- Hypertensie of angina pectoris: 5 - 10 mg per dag.

## Afbraak en uitscheiding
Amlodipine wordt bijna geheel in het lichaam afgebroken tot inactieve producten. 10% van de werkzame stof en 60% van de afbraakprodukten worden uitgescheiden via de urine.

## Patentverlies
Het patent van Pfizer op Norvasc liep in Nederland tot 2003. Een aantal generieke producten is nu ook beschikbaar.